# Белая дама (фреска)
Белая леди — наскальный рисунок в пещере Маак близ Брандберга (Намибия). Обнаружена 4 января 1918 года немецким исследователем Мааком и датируется серединой 2-го тыс. до н. э. Центральное место среди антилоп и маленьких человечков занимает большая фигура, написанная белой, чёрной и коричневой красками. В одной руке «Белая Дама» держит лук и стрелы, в другой — нечто похожее на цветок лотоса. Некоторые исследователи полагают, что на рисунке изображена женщина европейского типа с прямым носом. Волосы женщины имеют рыжий цвет.